# Tāufaʻāhau Tupou IV
Tāufaʻāhau Tupou IV (Nukuʻalofa, 4 luglio 1918 – Auckland, 10 settembre 2006) è stato re di Tonga dal 1965, succedendo alla madre Salote Tupou III, al 2006.
Il suo nome da principe ereditario era Siaosi Taufa'ahau Tupoulahi.
Il successore è stato il figlio maggiore Sia'osi Taufa'ahau Manumata'ogo Tuku'aho, che aveva assunto il nome dinastico di George Tupou V.

## Biografia
Dopo gli studi compiuti in Australia al Newington College di Stanmore, vicino a Sydney, venne nominato dalla madre ministro della pubblica istruzione nel 1943, della salute nel 1944 e nel 1949 capo del governo.
Religioso e pio, per tutta la vita rimase un libero predicatore della Free Wesleyan Church, di cui fu anche presidente in alcune occasioni. Negli anni Settanta, per la sua stazza ed il suo peso, era uno dei capi di Stato più pesanti al mondo (circa 200 chili) e, quando si recò in visita in Germania, il governo tedesco dovette commissionare delle sedie speciali che potessero sopportare la sua mole; tali sedie vennero poi portate in patria dal re, che le considerò un dono di Stato. Per porre fine a questo suo problema, negli anni Novanta prese parte ad una campagna nazionale di fitness che gli consentì di perdere un terzo del suo peso.
Riuscì ad ottenere notevole autorità nel governo delle Tonga, vincendo il sistema essenzialmente aristocratico che vigeva nel regno e che gestiva il 70% dell'Assemblea Legislativa di Tonga. Malgrado questi fatti, il re venne più volte accusato di mancanza di trasparenza nella gestione dei conti dello Stato e addirittura nel 2005 vi furono diversi scioperi dei lavoratori, che non riuscivano a trovare un accordo sugli stipendi statali. Venne istituita pertanto una commissione costituzionale che consigliò al sovrano di rivedere alcuni tratti della legislazione nazionale, ma questo fu reso impossibile dalla sua morte improvvisa.

Il 15 agosto 2006 il primo ministro Feleti Sevele interruppe le trasmissioni radio e televisive per annunciare che il re era gravemente malato e che era stato ricoverato al Mercy Hospital di Auckland, chiedendo inoltre al popolo riunito di pregare per il re, che morì un mese dopo, alle 23:34 del 10 settembre 2006.

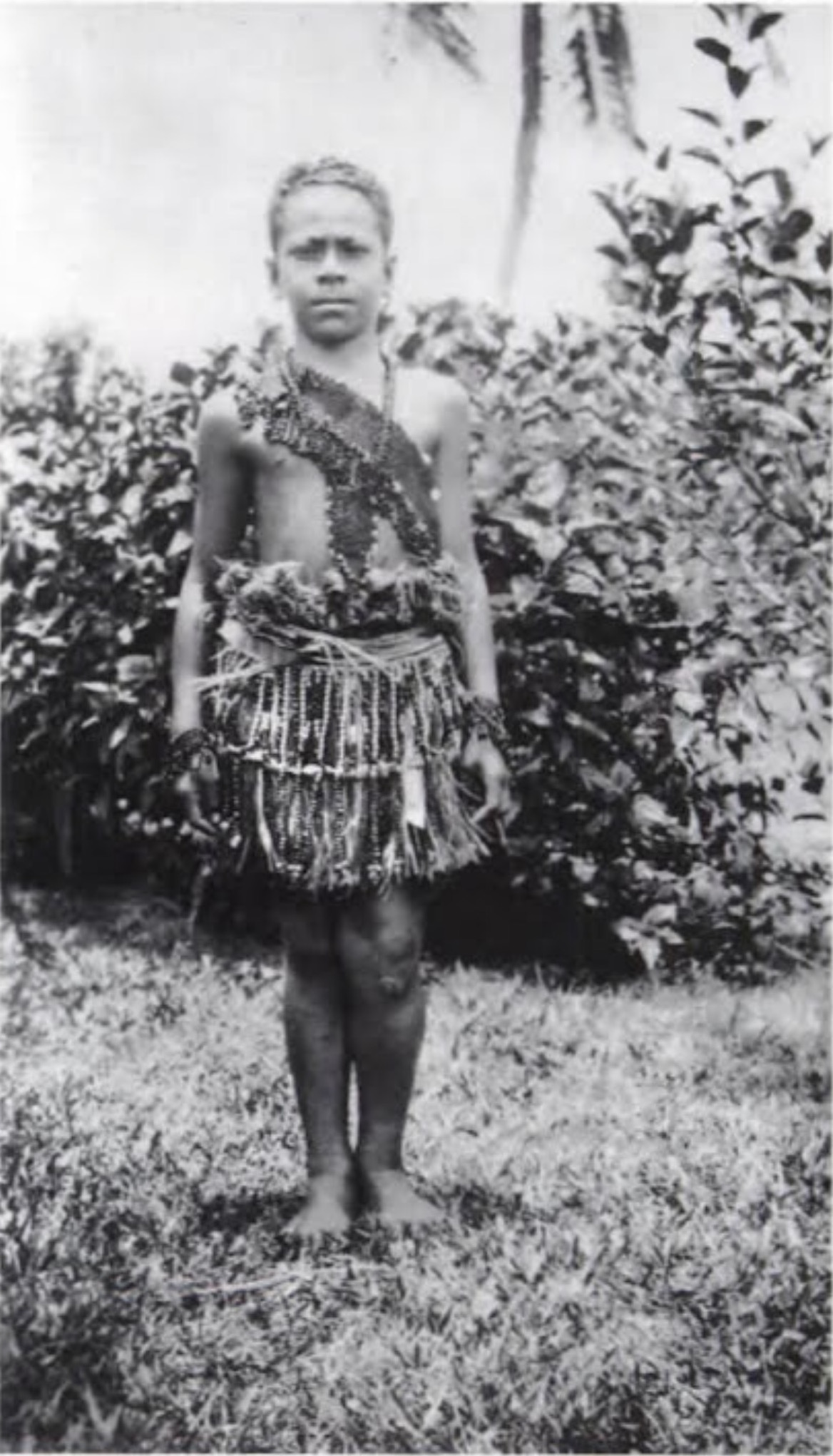
Il giovane principe Taufa'ahau nel costume tradizionale delle Tonga

 Tāufa'āhau Tupou IV venne sepolto il 19 settembre 2006 a Malaʻe Kula (il cimitero reale) nella capitale tongana, Nuku'alofa. Migliaia di tongani assistettero ai funerali, che vennero anche teletrasmessi, insieme a molti dignitari esteri, come il principe giapponese Naruhito, il primo ministro neozelandese Helen Clark, il primo ministro delle Figi Laisenia Qarase, il presidente di Vanuatu Kalkot Mataskelekele, il governatore americano delle Samoa americane Togiola Tulafono, il premier di Niue Vivian Young ed il principe Richard, duca di Gloucester, cugino della regina Elisabetta II. I funerali si tennero secondo il rito cristiano e polinesiano.

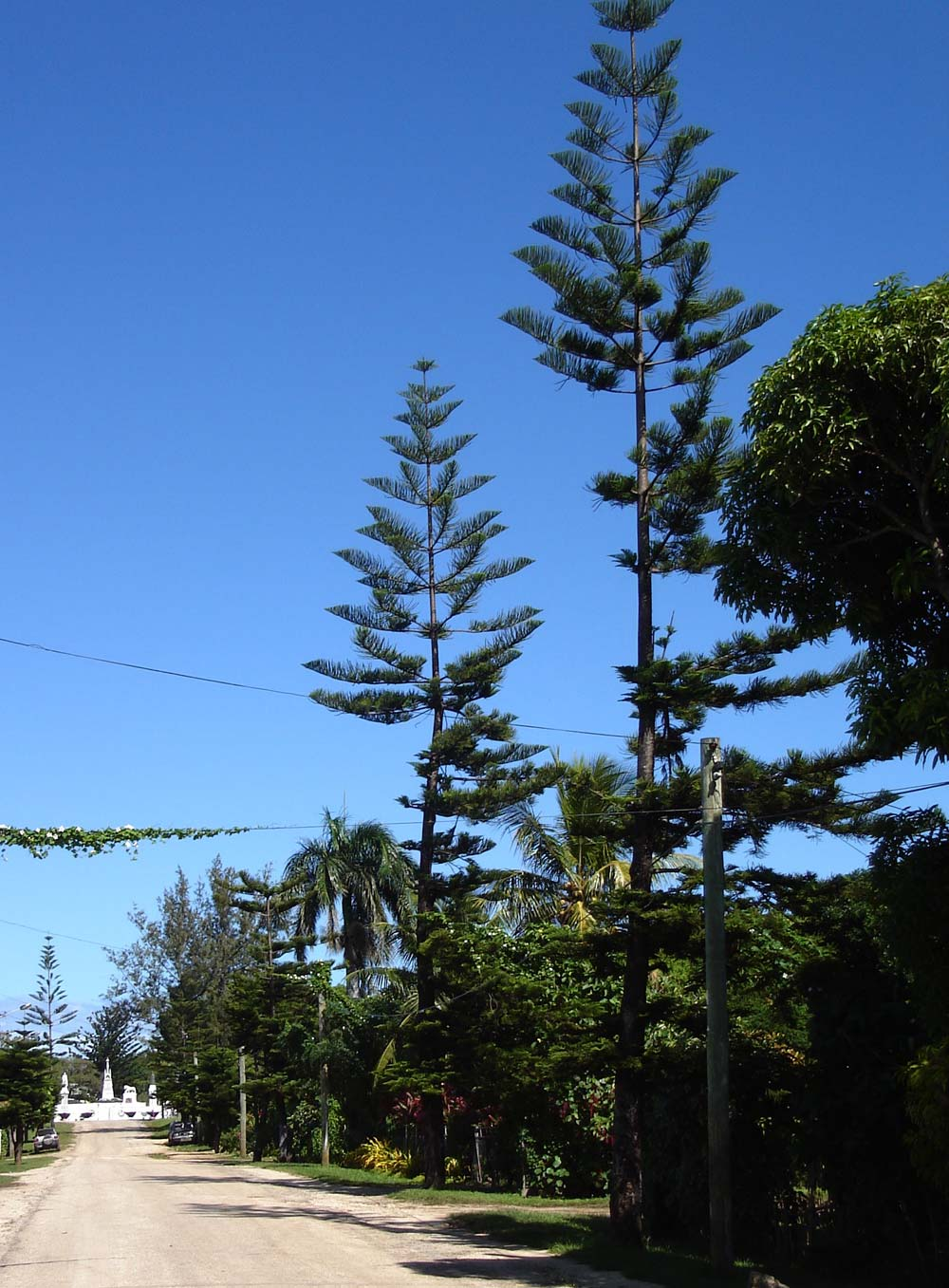
Tombe dei sovrani di Tonga

Secondo l'International Herald Tribune, "I 41 anni di regno di Tupou IV lo resero uno dei sovrani più a lungo sul trono", dopo l'imperatore giapponese Hirohito, il re thailandese Bhumibol Adulyadej, la regina Elisabetta II ed il re samoano Malietoa Tanumafili II.

## Matrimonio e figli
Taufa'ahau Tupou IV si sposò 
con Halaevalu Mata'Aho 'Ahome'e il 10 giugno 1947.

Insieme ebbero quattro figli, tre maschi e una femmina: 
- Siaosi Tupou (1948-2012)
- Salote Mafile'o Pilolevu Tuita (1951)
- Fatafehi (1954-2004)
- ʻAhoʻeitu ʻUnuakiʻotonga Tukuʻaho Tupou (1959)

Il primogenito e l'ultimogenito sono diventati re, la secondogenita possiede il titolo di principessa reale, mentre il terzogenito non era nella linea di successione al trono.